# Consolidated Aircraft Corporation

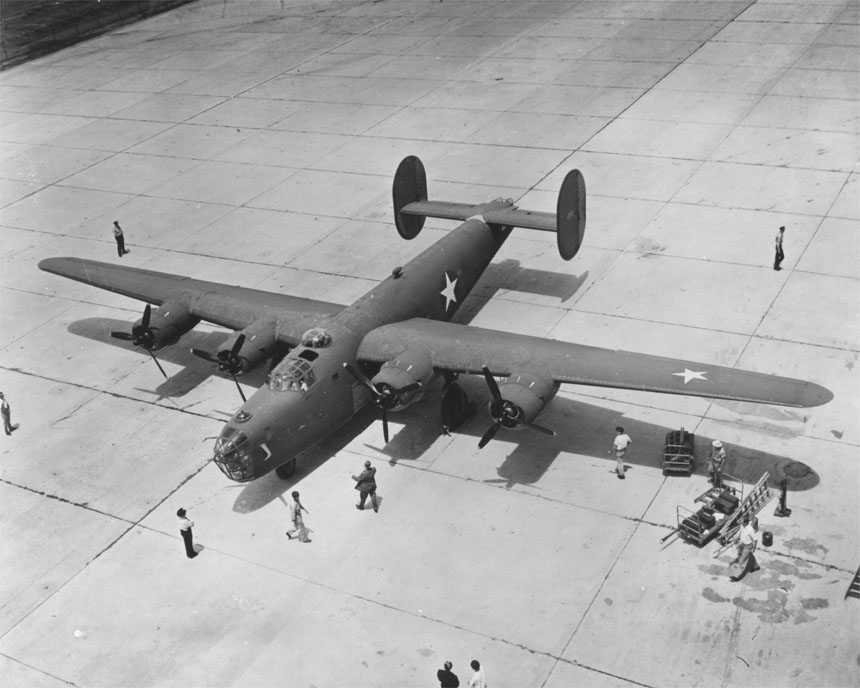
Consolidated B-24 Liberator

Consolidated Aircraft Corporation – amerykańska wytwórnia lotnicza założona w 1923 roku przez Reubena H. Fleeta. Powstała z połączenia wytwórni lotniczych Gaulladet Aircraft Company i Dayton-Wright Aircraft firma stała się w latach 20. i 30. XX wieku znana z budowy serii łodzi latających, której najsłynniejszym przedstawicielem był morski samolot patrolowy PBY Catalina, produkowany i używany przez wojska alianckie przez całą II wojnę światową. Równie sławnym produktem wytwórni Consolidated był ciężki bombowiec B-24 Liberator, szeroko używany zarówno w Europie jak i w działaniach wojennych na Pacyfiku. Od 1942 produkowano też, głównie na potrzeby transportowe, wersję C-87 Liberator; takimi samolotami latali dowódcy i politycy, a także piloci samolotów przeprowadzanych z USA do W. Brytanii w ramach tzw. "RAF Ferry Command".
W 1943 roku firma Consolidated połączyła się z wytwórnią Vultee Aircraft tworząc Consolidated-Vultee Aircraft znaną bardziej pod krótszą nazwą Convair. W marcu 1953 roku większość udziałów firmy nabyło konsorcjum zbrojeniowe General Dynamics, które kontynuowało produkcję samolotów i części lotniczych. W 1994 roku aktywa firmy kupił koncern McDonnell Douglas, który po dwóch latach zakończył jej działalność.
Siedziby firm Consolidated Aircraft i później Convair znajdowały się w San Diego w Kalifornii.

## Konstrukcje firmyConsolidated
- Consolidated P-30 – dwumiejscowy myśliwiec, (1934)
- Consolidated P2Y – patrolowa łódź latająca (1931)
- Consolidated PBY Catalina – morski samolot patrolowy, łódź latająca (1935)
- Consolidated PB2Y Coronado – morski samolot patrolowo-bombowy, łódź latająca (1937)
- Consolidated B-24 Liberator – ciężki bombowiec, (1939)
- Consolidated PB4Y-2 Privateer – morska odmiana Liberatora, (1943)
- Consolidated B-32 Dominator – projekt konkurencyjny dla bombowca Boeing B-29 Superfortress, (1944)
- Convair XB-46 – prototypowy bombowiec odrzutowy, (1944)
- Convair B-36 Peacemaker – prototyp bombowca strategicznego B-36, (1945)
- Convair B-36 Peacemaker – bombowiec dalekiego zasięgu (1946)